# Folkestone
Folkestone (pronunțat [ˈfəʊkstən]) este un oraș în comitatul Kent, regiunea South East, Anglia, pe malul Canalului Mânecii. Orașul se află în districtul Shepway a cărui reședință este.
Este capătul britanic al Tunelului Canalului Mânecii.